# Rue Bolchaïa Sadovaïa (Rostov-sur-le-Don)

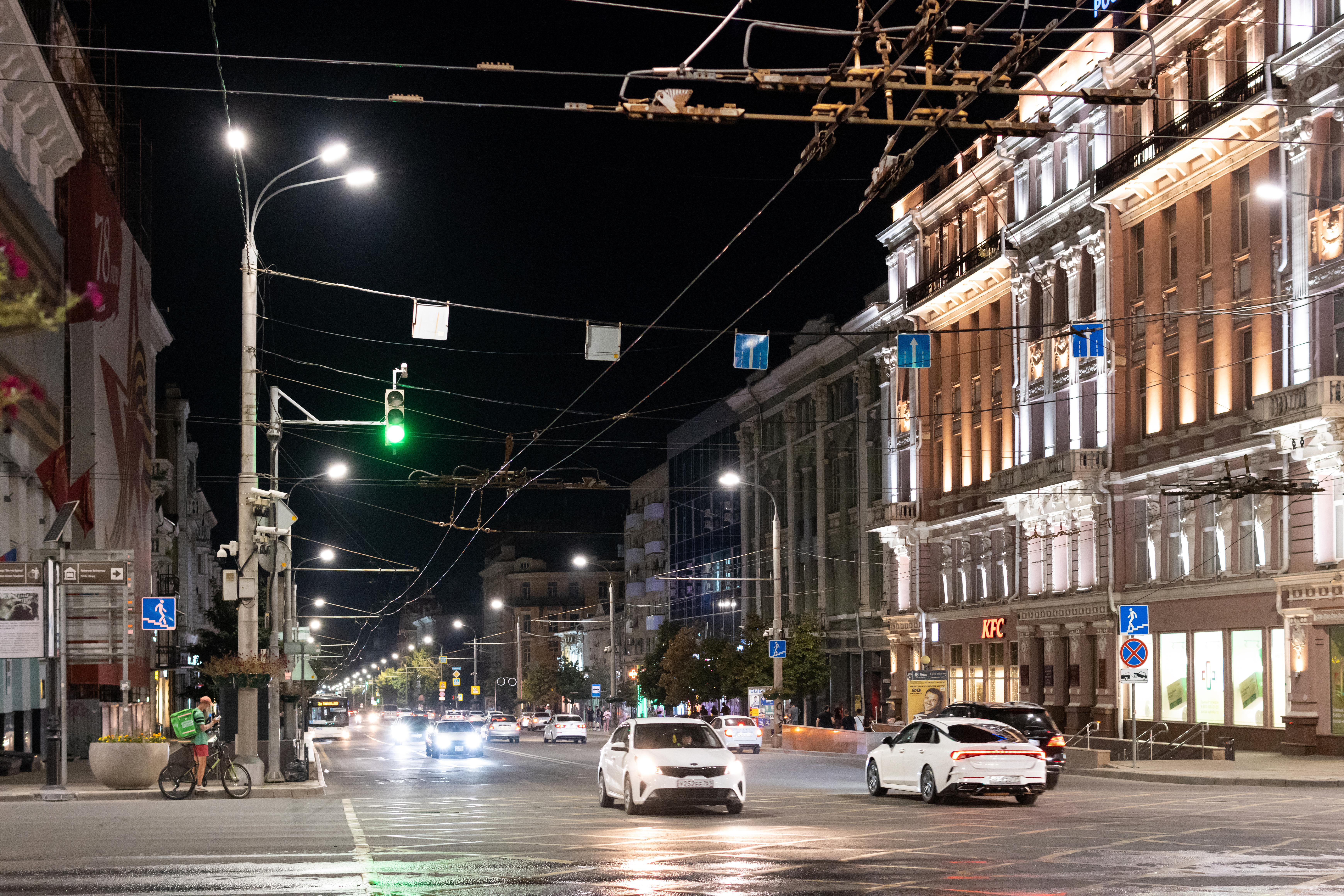
Rue Bolchaïa Sadovaïa

La rue Bolchaïa Sadovaïa ou  grande rue des Jardins (russe : Большая Садовая улица) est la rue principale de la ville de Rostov-sur-le-Don en Russie. Elle s'étend sur 3,9 km. On y trouve notamment l'hôtel de ville, le théâtre musical, l'université fédérale du Sud, l'immeuble Tchernov et d'autres édifices du patrimoine protégé. Elle est parallèle au  Don.

## Histoire
La rue a été tracée à la fin du XVIIIe siècle. Des jardins y sont apparus au début du XIXe siècle, d'où le nom de la rue. Elle devient la rue principale de la ville dans la seconde moitié du XIXe siècle. Des banques, hôtels, magasins et maisons particulières y sont bâtis. Le premier tramway électrique y fonctionne dès 1901.
À l'époque soviétique, la rue s'appelait rue Friedrich Engels. Elle a subi des destructions pendant la guerre de 1941-1945.

## Édifices remarquables
| Numéro | Image | Description |
| ------ | ----- | --- |
| 4      |       | Rédaction du Rostov du Soir (Vetcherny Rostov). |
| 10     |       | Immeuble Argoutinski-Dolgoroukov construit en style Art Nouveau. Inscrit au patrimoine protégé. |
| 17     |       | Immeuble Chapochnikov construit à la fin du XIXe siècle. |
| 18     |       | Ancien bâtiment du journal Priazovsky Kraï, édifice à un étage du XIXe siècle. La façade est richement décorée. |
| 27/47  |       | Immeuble Tchernov construit en 1899 par l'architecte N.A. Dorochenko. La façade est richement décorée. Inscrit au patrimoine protégé. |
| 30/45  |       | Immeuble Leonidov construit au début du XXe siècle. Les écrivains soviétiques Alexandre Fadeïev, Vitali Siomine et Alexandre Bakharev y ont vécu. |
| 33     |       | Ancien bâtiment de l'université impériale de Varsovie, maintenant bâtiment appartenant à l'université fédérale du Sud. L'université impériale de Varsovie avait été évacuée à Rostov pendant la Première Guerre mondiale. Édifice construit par l'architecte Tcherkessian en style Art Nouveau. |
| 43/32  |       | Immeuble d'appartements construit en 1952 par l'architecte G.A. Petrov en style du classicisme stalinien. Les compositeurs S.A. Zaslavsky et N.K. Chapochnikov y ont vécu. |
| 46     |       | Anciens grands magasins centraux universels de Rostov construits en 1910 par l'architecte E.M. Gouline. Inscrits au patrimoine protégé. |
| 47     |       | Ancien édifice de la Douma municipale, aujourd'hui hôtel de ville de Rostov-sur-le-Don, construit en 1899 par Alexandre Pomerantsev dans le style éclectique surtout néobaroque. Inscrit au patrimoine protégé.                                                                                 |
| 49     |       | Bâtiment de "Rostovenergo" construit en 1952 par l'architecte Lev Eberg dans le style du classicisme stalinien. |
| 51     |       | Immeuble Ter-Abramian construit en 1886 dans le style néobaroque. Immeuble inscrit au patrimoine protégé . |
| 55     |       | Ancienne banque Volga-Kama construite en 1909 dans le style Art Nouveau. C'est aujourd'hui le palais de la Jeunesse. Inscrit au patrimoine protégé. |
| 62     |       | Hôtel de Moscou (Moskovskaïa) construit en 1893-1896 par Alexandre Pomerantsev dans le style éclectique. Inscrit au patrimoine protégé. |
| 64     |       | Ancienne maison de commerce Yablokov construite en 1898. Façade décorée de têtes d'Hermès et de caducées. Inscrite au patrimoine protégé. |
| 68     |       | Immeuble Guentch-Oglouïev construit en 1880-1883 par Alexandre Pomerantsev. Inscrit au patrimoine protégé. |
| 69     |       | Immeuble de rapport Tchernov construit dans les années 1890. Aujourd'hui faculté d'économie de l'Université de Rostov. Inscrit au patrimoine protégé. |
| 79     |       | Musée régional d'histoire locale. |
| 94     |       | Immeuble Sariev construit vers 1900 par l'architecte A.F. Niedermeier. Son état est en mauvaise condition. |
| 97     |       | Maison construite dans le troisième quart du XIXe siècle où vécut Ivan Pavlov. Inscrite au patrimoine protégé |
| 98/22  |       | Ancienne banque d'État construite en 1915 par l'architecte Marian Peretiatkovitch dans le style néoclassique. Inscrit au patrimoine protégé. |
| 105    |       | Bâtiment principal de l'Université fédérale du Sud construit en 1917 par Grigori Vassiliev. Inscrit au patrimoine protégé. |
| 106/46 |       | Immeuble de rapport Tokarev construit en 1905, transformé en hôpital à l'époque soviétique. Clementine Churchill y séjourna en 1945 Inscrit au patrimoine protégé. |
| 111    |       | Immeuble d'appartements construit en 1928 dans le style constructiviste. L'écrivain Dmitri Petrov (Biriouk) y demeura. |
| 113    |       | Immeuble Massalitine construit en 1890 par l'architecte Grigori Vassiliev. Inscrit au patrimoine protégé. |
| 125    |       | Maison des frères Martyne construite en 1893 par l'architecte N.M. Sobolev en style néogothique. Elle appartient aujourd'hui au musée national Cholokhov. |
| 127    |       | Ancien club des marchands construit en 1913 en style Art Nouveau. Son parc s'appelle aujourd'hui le parc du 1er-Mai. Inscrit au patrimoine protégé. |
| 134    |       | Théâtre musical d'État de Rostov construit en 1977-1999. |
| 170    |       | Salle de l'Orchestre philharmonique d'État de Rostov construite au début du XXe siècle, refaite en 1976-1978. |